# 宮崎県道22号東郷西都線
宮崎県道22号東郷西都線（みやざきけんどう22ごう とうごうさいとせん）は、宮崎県日向市から西都市に至る県道（主要地方道）である。

## 概要
日向市東郷町下三ケから西都市大字穂北に至る。

### 路線データ
- 起点：日向市東郷町下三ケ（国道446号交点）
- 終点：西都市大字穂北（穂北交差点、国道219号交点、宮崎県道40号都農綾線上）

## 歴史
- 1993年（平成5年）
  - 4月1日 - 宮崎県告示第408号[1]により路線認定される。
  - 5月11日 - 建設省から、県道東郷西都線が東郷西都線として主要地方道に指定される[2]。

## 路線状況

### 重複区間
- 宮崎県道40号都農綾線（児湯郡木城町大字川原 - 西都市大字穂北・穂北交差点（終点））

### 道路施設

#### 橋梁
- 鹿遊大橋（小丸川、児湯郡木城町）
- 穂北橋（穂北川、西都市）

#### トンネル
- 鈴音トンネル：延長865 m、2001年（平成13年）竣工、児湯郡木城町
- なかおづるトンネル：延長871 m、2001年（平成13年）竣工、児湯郡木城町
- 日日新トンネル：延長704 m、2001年（平成13年）竣工、児湯郡木城町
- 友情トンネル：延長498 m、1997年（平成9年）竣工、児湯郡木城町

## 地理

### 通過する自治体
- 日向市
- 児湯郡木城町
- 西都市

### 交差する道路
| 交差する道路                                | 市町村名 | 市町村名 | 交差する場所 | 交差する場所      |
| ------------------------------------------- | -------- | -------- | ------------ | ----------------- |
| 国道446号                                   | 日向市   | 日向市   | 東郷町下三ケ | 起点              |
| 宮崎県道234号中渡川下三ヶ線                 | 日向市   | 日向市   | 東郷町下三ケ |                   |
| 宮崎県道19号石河内高城高鍋線                | 児湯郡   | 木城町   | 大字石河内   |                   |
| 宮崎県道40号都農綾線 重複区間起点           | 児湯郡   | 木城町   | 大字川原     |                   |
| 宮崎県道313号杉安高鍋線                     | 西都市   | 西都市   | 大字穂北     |                   |
| 国道219号 宮崎県道40号都農綾線 重複区間終点 | 西都市   | 西都市   | 大字穂北     | 穂北交差点 / 終点 |

### 沿線
- 西都市立穂北小学校